# Tomáš Souček
Tomáš Souček (n. 27 februarie 1995) este un fotbalist ceh care joacă pe postul de mijlocaș pentru West Ham United în Premier League.

## Cariera pe echipe

### Slavia Praga
Souček și-a făcut debutul în campionat pentru Viktoria Žižkov la 8 martie 2015 în înfrângerea de acasă din campionatul Cehiei lui împotriva FC Fastav Zlín. A înscris primul gol în campionat la 16 august 2015 în victoria scor 4-0 a Slaviei Praga împotriva lui FC Vysočina Jihlava.
Souček a intrat în prima echipă a Slaviei Praga în 2015 și a jucat 29 din cele 30 de meciuri din campionat în sezonul 2015-2016. Cu toate acestea, în sezonul 2016-2017, și-a pierdut locul de titular în urma sosirii lui Michael Ngadeu-Ngadjui, iar Souček a jucat doar 93 de minute în trei luni între septembrie și decembrie 2016. El a fost împrumutat la Slovan Liberec în timpul ferestrei de transfer de iarnă.
La 9 mai 2018, Slavia Praga a câștigat finala Cupei Cehiei 2017-2018 împotriva Jablonei.

## Cariera la națională
După ce a jucat pentru Cehia la mai multe categorii de vârstă la tineret, el a debutat pentru echipa mare la 15 noiembrie 2016 într-un meci amical împotriva Danemarcei. El și-a făcut debutul competițional pe 10 iunie 2017 în egalul din deplasare al Cehia împotriva Norvegiei în calificările pentru Campionatul Mondial din 2018. El a jucat în toate cele trei meciuri ale echipei  sub 21 a Cehiei de la Campionatul European sub 21 de ani din 2017.

## Onoruri
- Prima Liga Cehă : 2018-2019
- Cupa Cehiei : 2017-2018, 2018-2019